# روبن شولتس
روبن شولز (robin schulz) هو موسيقي ودي جي ومنتج ألماني من مواليد 20 أبريل 1987 .كانت انطلاقته الفنية بعد مزجه و إعادة إطلاقه لأغنية أمواج (بالإنجليزية: waves)‏ للمغني الهولاندي ميستر بروبز و حققت الأغنية نجاحا معتبرا باحتلالها المركز 14 في ترتيب أغاني الولايات المتحدة بيلبورد هوت 100 و المركز الأول في كل من المملكة المتحدة وألمانيا .

## روابط خارجية
- روبن شولز على موقع ميوزك برينز (الإنجليزية)
- روبن شولز على موقع أول ميوزيك (الإنجليزية)
- روبن شولز على موقع ديسكوغز (الإنجليزية)